# Spelaeornis longicaudatus
Spelaeornis longicaudatus là một loài chim trong họ Timaliidae.